# 骨膜反応
骨膜反応(英: periosteal reaction)とは創傷や骨周囲の骨膜への刺激による新骨形成反応。骨膜反応は一般的にX線写真で確認される。

## 病因
骨膜反応は創傷や肥大性骨症、骨治癒機転、骨折、慢性ストレス障害、骨膜下血腫、骨髄炎、骨腫瘍などを原因として起こる。骨膜反応は自己免疫疾患であるバセドウ病の深刻な症状である甲状腺アクロパチーの1つとして引き起こされることがある。

## 症状
骨膜反応の形態的変化（例として骨膜炎の出現）は診断に有用な所見となるが確定診断はできない。診断は骨形成が限局性であるか全身性であるかを決定できる。